# 사담을 위한 임무

사담을 위한 임무는 2003년 5월 14일 페트릴라 엔터테인먼트에 의해 출시된 1인칭 슈팅 비디오 게임이다. 이 게임에서 주어진 목표는 이라크 병사들을 죽이고 보스인 사담 후세인을 처치하는 것이다.